# 청량당
청량당(淸凉堂)은 대한민국 경기도 광주시 남한산성면, 남한산성 내에 있는 조선시대 이회와 그의 부인 송씨(宋氏), 벽암대사를 모신 사당이다. 1972년 5월 4일 경기도의 유형문화재 제3호로 지정되었다.

## 개요
청량당은 이회와 그의 부인 송씨(宋氏), 벽암대사를 모신 사당이다. 모시고 있는 초상화는 한국전쟁 때 분실되어 훗날 새로 그린 것이다.
조선 인조 2년(1624) 남한산성을 쌓을 때 동남쪽의 공사를 맡았던 이회는 기한 내에 공사를 마치지 못하게 되자 공사비를 탕진하고 공사에도 힘쓰지 않아 기일 내에 끝내지 못했다는 누명을 쓰고 사형을 당하였다. 그의 부인(송씨)도 남편의 성 쌓는 일을 돕기 위해 자금을 마련하여 오던 중에 남편이 처형되었다는 소식을 듣고 한강에 빠져 자살하였다.
그 뒤에 이회가 쌓은 남쪽 성벽이 다른 성벽보다도 더 튼튼하고 완벽하다는 것을 알게 되어 그의 무죄가 밝혀지자 그의 넋을 달래기 위해 사당을 지었다고 한다.
앞면 3칸·옆면 2칸 규모이며 지붕은 옆면이 여덟 팔(八)자 모양을 한 팔작지붕이다. 안쪽 정면에 이회의 영정(초상화)가 있고 그 양옆으로 처첩(부인과 소실)과 벽암대사의 영정이 있다.

## 관리단체
(재)경기문화재단에서 관리하여왔으나, 2016년 12월 20일부터 경기도지사로 변경되었다.

## 같이 보기
- 남한산성
- 송파 부군당비

## 참고 자료
- 청량당 - 국가유산청 국가유산포털